# Giải vô địch bóng đá nữ CONCACAF 1994
Giải vô địch bóng đá nữ CONCACAF 1994 diễn ra tại Canada từ 13 tháng 8 đến 21 tháng 8 năm 1994. Giải được tổ chức nhằm chọn ra hai đại diện của khu vực Bắc, Trung Mỹ và Caribe tham dự Giải vô địch bóng đá nữ thế giới 1995.

## Vòng chung kết
| Đội                | Đ  | Tr | T | H | B | BT | BB |
| ------------------ | -- | -- | - | - | - | -- | -- |
| Hoa Kỳ             | 12 | 4  | 4 | 0 | 0 | 36 | 1  |
| Canada             | 9  | 4  | 3 | 0 | 1 | 18 | 6  |
| México             | 4  | 4  | 1 | 1 | 2 | 6  | 19 |
| Trinidad và Tobago | 4  | 4  | 1 | 1 | 2 | 6  | 20 |
| Jamaica            | 0  | 4  | 0 | 0 | 4 | 2  | 22 |

| Canada | 7–0 | Jamaica |
| ------ | --- | ------- |
|        |     |         |

| Hoa Kỳ | 9–0 | México |
| ------ | --- | ------ |
|        |     |        |

| Trinidad và Tobago | 2–1 | Jamaica |
| ------------------ | --- | ------- |
|                    |     |         |

| Canada | 6–0 | México |
| ------ | --- | ------ |
|        |     |        |

| México | 3–1 | Jamaica |
| ------ | --- | ------- |
|        |     |         |

| Hoa Kỳ | 11–1 | Trinidad và Tobago |
| ------ | ---- | ------------------ |
|        |      |                    |

| Hoa Kỳ | 10–0 | Jamaica |
| ------ | ---- | ------- |
|        |      |         |

| Canada | 5–0 | Trinidad và Tobago |
| ------ | --- | ------------------ |
|        |     |                    |

| México | 3–3 | Trinidad và Tobago |
| ------ | --- | ------------------ |
|        |     |                    |

| Canada | 0–6 | Hoa Kỳ |
| ------ | --- | ------ |
|        |     |        |